# Kokubun-ji (Osaka)
Kokubun-ji (国分寺) és un temple budista situat al barri de Kita-ku d'Osaka, Japó. Va ser fundat l'any 655 durant el regnat de l'emperadriu Kōgyoku i està afiliada al budisme Shingon. També es coneix com a Nagara Kokubun-ji (長柄国分寺).